# Hydropsyche orientalis
Hydropsyche orientalis là một loài Trichoptera trong họ Hydropsychidae. Chúng phân bố ở miền Cổ bắc.